# Super Junior Mini-Drama
Super Junior Mini-Drama, cũng gọi là Super Junior Drama Series hay Super Junior Productions, là một chương trình tạp kỹ được thực hiện với sự tham gia của nhóm nhạc Hàn Quốc Super Junior. Trong show này, nhóm sẽ tự mình viết kịch bản, sản xuất và tự diễn xuất. Tập đầu tiên được phát sóng ngày 16 tháng 8 năm 2006 trên kênh M-Net.
Đầu mỗi tập, họ sẽ phải chơi trò chơi để xem hai đội Prince Team và Pearl Blue Team đội nào sẽ chiến thắng. Đội chiến thắng trong mỗi tập sẽ có được một đặc quyền cho tập phim sau đó. Những bộ phim này sẽ được nhận ý kiến đánh giá và xếp hạng trên mạng, và đến cuối cùng đội nào có được số điểm cao nhất sẽ nhận được một chuyến đi đến Nhật Bản.

## Thành phần tham gia
Không phải cả 13 thành viên Super Junior đều tham gia vào chương trình. Heechul, Kibum và Siwon chỉ xuất hiện thoáng qua, còn Han Geng hoàn toàn không có mặt.
- Leeteuk
- Heechul, xuất hiện một chút với vai trò tác giả kịch bản trong phần giới thiệu đầu mỗi tập.
- Yesung
- Kangin
- Shindong
- Sungmin
- Eunhyuk
- Donghae
- Siwon, khách mời
- Ryeowook
- Kibum, khách mời
- Kyuhyun

## Tập 1
Super Junior đã tổ chức một buổi họp báo để thông báo về việc họ sẽ chia thành hai nhóm hoạt động riêng biệt. Tuy nhiên, sau đó nhóm lại thông báo rằng đó chỉ là một trò đùa trên các kênh truyền thông nhằm quảng bá cho chương trình Super Junior Mini-Drama. Các thành viên sau đó đã tập hợp nhau lại trong một căn phòng và được chào đón bởi một người phụ nữ trên màn hình nhưng chỉ có thể nhìn thấy duy nhất đôi môi đỏ và cái nốt ruồi của cô. Cô gái tự giới thiệu là "Người được chọn" và thông báo cho họ về những việc cần làm để chia thành hai đội.

### Trò chơi
- Chọn ra quả bóng màu cam trong hộp kín có rất nhiều bóng (Để quyết định ai là đội trưởng của mỗi đội)
- Biểu cảm với thức ăn
- Diễn lại cảnh trong phim (Hoàng Cung và My Girl)

Đội chiến thắng: Prince
Đặc quyền cho đội thắng: Một cô gái xinh đẹp cùng diễn câu chuyện tình yêu, được trao đổi thành viên
Trừng phạt đội thua: Đóng vai con ma trong phòng tối

### Prince Team: 11:04 PM
Thành viên: Sungmin, Kyuhyun, Shindong, Yesung, Leeteuk
Prince là một nhóm nhạc nổi tiếng đã giành ngay được vị trí thứ nhất trên các bảng xếp hạng chỉ sau 2 tuần ra mắt. Một đêm, trong màn trình diễn "Endless Moment", Kyuhyun đã nhìn thấy hồn ma một cô gái đứng lẫn trong đám đông và anh đã bị sốc. Sau đó, trên đường trở về căn hộ của họ, Sungmin cũng nhìn thấy con ma đó đi qua khiến anh sợ hãi. Tối muộn hôm đó, Leeteuk đã có một giấc mơ về cô gái phụ trách trang điểm đột nhiên biến thành ma và siết cổ anh. Khi tỉnh dậy từ cơn ác mộng, Leeteuk lại phát hiện một dấu vết lạ trên cổ và nó khá đau. Khi anh đang nói với các thành viên khác của Prince về giấc mơ thì Yesung bước vào và thông báo rằng cô gái ở ngay bên dưới căn hộ của họ đã tự sát vào khoảng 11 giờ đêm cái hôm mà nhóm tổ chức tiệc mừng việc giành được vị trí số 1. Nhưng có thực là cô gái đã tự sát? Khi cả nhóm phát hiện ra Kyuhyun đã xử lý bó pháo bông cháy dở đêm đó bằng cách ném qua cửa sổ, họ mới nhận ra cái chết của cô gái không phải là do tự tử. Trong lúc các thành viên Prince đang rối ren với điều này, thì điện đột nhiên phụt tắt và các thành viên bị nhấn chìm trong bóng tối. Kyuhyun đi tìm đèn nhưng ngay khi bật lên thì phát hiện ra hồn ma của cô gái đã chết đang ở sát bên cạnh và nhìn chằm chằm vào họ. Ánh sáng bùng lên, và rồi tất cả lại chìm vào bóng tối.
Sự xuất hiện đặc biệt: Siwon

### Pearl Blue Team: Côn đồ trường học
Thành viên: Eunhyuk, Donghae, Kangin, Ryeowook
Nhóm những kẻ bắt nạt trong trường học – Donghae, Eunhyuk và tên cầm đầu Ryeowook – luôn chọn bắt nạt và đánh Kangin. Như một sự thỏa hiệp, Ryeowook kể với Kangin câu chuyện về một học sinh đã tự tử sau khi bị giáo viên chỉ trích, và thách Kangin đi vào phòng học đó vào lúc nửa đêm với máy quay phim. Nghĩ rằng họ sẽ không bắt nạt mình nữa nếu mình chịu làm theo, Kangin đồng ý. Tuy nhiên, nhóm kia lại lên một kế hoạch bắt nạt khác bằng cách núp ở vài chỗ trong trường và dọa Kangin bằng mặt nạ quỷ khi anh ta đến. Nhưng họ đã không biết rằng, có một thứ gì khác đang chờ đợi họ trong đêm tối.
Sự xuất hiện đặc biệt: Kibum

## Tập 2

### Trò chơi
- Truyền những lá bài chỉ bằng môi

Đội chiến thắng: Prince
Đặc quyền cho đội thắng: được sử dụng một chiếc xe mui trần và được mời một nữ diễn viên hàng đầu.
Trừng phạt đội thua: Phải nhảy điệu Boobie Boobie, phải có cảnh hôn lên trán và gạt nước mắt.

### Prince Team: Bạn cùng phòng
Thành viên: Shindong, Yesung, Sungmin, Ryeowook, Kyuhyun
Sungmin rơi vào suy sụp nặng sau khi bạn gái của anh là Hye Kyo qua đời trong một vụ tai nạn giao thông. Những người bạn cùng phòng luôn cố gắng khiến anh vui nhưng chẳng có hiệu quả. Một người bạn cùng phòng mới chuyển đến, giới thiệu tên là Kyuhyun. Thật lạ lùng, Sungmin bắt đầu nhận ra những thói quen của Kyuhyun rất giống với những thói quen đặc biệt của Hye Kyo trước đây, ví dụ như không cho rau khô vào món mì ramyeon, thích nghe âm thanh stereo, và những chữ cái đầu trong tên là giống nhau. Sungmin và Kyuhyun trở nên gần gũi hơn và cảm thấy rung động. Tuy nhiên, Shindong lại cảm thấy nghi ngờ Kyuhyun và đã điều tra...
Sự xuất hiện đặc biệt: Song Hye-kyo, Kibum

### Pearl Blue Team: Hạnh phúc mãi mãi
Thành viên: Eunhyuk, Donghae, Kangin, Leeteuk
Một nhóm nhạc mới được thành lập có tên Happy Together (Hạnh phúc mãi mãi) đang luyện tập tại studio của nghệ sĩ solo Siwon, nhưng họ luôn bị mắng vì làm mọi thứ rối tung lên. Trong căn hộ của họ, điện thì bị cắt, Leeteuk đành gợi ý là nên chơi trò nói thật để giết thời gian. Ngày hôm sau, đang nửa đường tới Busan để diễn với vai trò vũ công nền cho Siwon thì họ nhận được thông báo rằng buổi diễn đã bị hủy. Với số tiền ít ỏi còn lại và chẳng có chỗ nào khác để ở qua đêm, họ đã phải thuê một phòng ở khách sạn gần đó. Và chuyện gì đã xảy ra? Cũng trong tập này, Kangin là người đã phải thực hiện nụ hôn trên trán cùng với Leeteuk.
Sự xuất hiện đặc biệt: Siwon

## Tập 3

### Trò chơi
- Heart Love game

Đội chiến thắng: Prince
Đặc quyền cho đội thắng: Một cảnh bày tỏ tình cảm trong xa hoa, và được chọn một thành viên của đội kia phải ăn mặc như con gái.
Trừng phạt đội thua: Phải đóng cảnh tát, và cảnh mặc quần áo mùa đông.

### Prince Team: Last Concert
Thành viên: Sungmin, Kyuhyun, Shindong, Yesung, Ryeowook
Kyuhyun là một tên côn đồ trường học, hay bắt nạt Sungmin, Shindong và Ryeowook. Khi Kyuhyun ném bí của Sungmin ra xa, thật như là số mệnh khi nó lại rơi xuống ngay chân của Solbi. Kyuhyun bị mê hoặc bởi vẻ đẹp của cô gái. Anh phát hiện ra cô là thành viên của ban nhạc Nhà thờ nên ngay lập tức cũng đến tham gia buổi tuyển thành viên. Một ngày, Kyuhyun bắt gặp cảnh Yesung chia tay với Solbi. Anh đã an ủi cô khi cô khóc, và họ trở nên gần nhau hơn. Kyuhyun đã viết một lá thư hẹn gặp cô ở nhà thờ vào buổi tối hôm đó để anh có thể bày tỏ tình cảm với cô. Tuy vậy, Solbi không bao giờ trở lại khiến trái tim Kyuhyun tan vỡ. Ba năm sau, Kyuhyun phát hiện ra Solbi không đến hoàn toàn là do một sự nhầm lẫn, và hiện tại thì cô đang bị ung thư. Để có thể bày tỏ tình cảm thực sự của mình, Kyuhyun đã tổ chức một buổi diễn cuối cùng dành cho Solbi, trước khi cô trở về cõi vĩnh hằng.
Sự xuất hiện đặc biệt: Solbi, Danji, Kibum

### Pearl Blue Team: Love Game
Thành viên: Eunhyuk, Donghae, Kangin, Leeteuk
Các thành viên phát hiện ra Siwon ngồi khóc một mình, hỏi ra thì biết anh vừa bị bạn gái chia tay. Họ đã thay nhau an ủi bằng cách kể lại câu chuyện tình yêu đầu của mình, một cô gái tên Gilgun. Tất cả đều đưa ra tấm hình của cô gái, kể cả Siwon, và nhận ra họ đã hẹn hò với cùng một người, và cô ta chính là ca sĩ nổi tiếng Gilgun. Đúng lúc đó, cô gái đã xuất hiện trên TV và thú nhận rằng cô đã từng hẹn hò với rất nhiều anh chàng trẻ tuổi, nhưng tất cả đều là rất thật lòng, ngoại trừ một người có họ là "Choi" mà cô chỉ hẹn hò vì ngoại hình đẹp của anh ta. Kangin tuyên bố việc bảo vệ Gilgun là trách nhiệm của họ, sau đó thì trừ Siwon, còn lại tất cả đều bỏ đi. Siwon gục xuống bàn và lại tiếp tục khóc.
Sự xuất hiện đặc biệt: Siwon, Gilgun

## Tập 4
NG Special - Tập hợp những cảnh quay hỏng trong quá trình ghi hình 3 tập phim trước đó.

## Tập 5
Lễ trao giải, được dẫn bởi Kim Shin Young và Tak Jae Hoon, để quyết định đội nào sẽ giành được chuyến đi đến Nhật Bản.

### Cảnh phim đáng sợ nhất
- Kyuhyun - 11:04PM
- Kangin - Côn đồ trường học
- Sungmin - 11:04PM
- Donghae - Côn đồ trường học
- RYEOWOOK - Côn đồ trường học

### Câu chuyện tình yêu đẹp nhất
- Kangin & Gilgun - Love Game
- KYUHYUN & SOLBI - Last Concert
- Leeteuk & Gilgun - Love Game
- Yesung & Danji - Last Concert
- Donghae & Gilgun - Love Game

### Giải thưởng cho cặp đôi tuyệt nhất
- Yesung & Ryeowook - Bạn cùng phòng
- DONGHAE & EUNHYUK - Hạnh phúc mãi mãi
- Kangin & Leeteuk - Hạnh phúc mãi mãi
- Sungmin & Kyuhyun - Bạn cùng phòng

### Giải thưởng cho phim hay nhất
- LAST CONCERT - Prince Team
- LOVE GAME - Pearl Blue Team

Do hai đội hòa nhau nên cả hai sẽ có được Kỳ nghỉ mơ ước ở Nhật Bản.